# Делчо Тодоров
Делчо Гогов Тодоров е български общественик, политик, стопански деец и офицер член на Радикалдемократическата партия, кмет на Харманли.

## Биография
Роден е на 15 януари 1891 година в хасковското село Криво поле. След като завършил основното училище в Иробас, той продължил образованието си в старозагорската гимназия. През 1908 г. се дипломирал и за кратко време учителствал в с. Кралево. Завършва Военното училище в София. Взема участие в Балканските и Първата световна война. Награждаван е с ордени за храброст, а след това се уволнява с чин капитан от запаса. 
Трудният следвоенен живот в България не бил лишен от възможности за развиване на стопанска дейност. Доброто образование и амбициите на Д. Тодоров го насочили към тютюневата търговия, която по това време предлагала в региона най-добрите перспективи. По това време съдбата го срещнала с Невена ‒ дъщерята на харманлийския търговец Кирил Пенев и наследница от големия коприщенски род Старирадеви. Не след дълго Делчо Тодоров поел търговската дейност на Кирил Пенев, но я разширил с тютюнева търговия и започнал да отваря манипулационни салони в Харманли, а не след дълго и в Хасково. На 30 април 1920 г. в Харманли било образувано „Безименно акционерно дружество „Арда” с капитал от 500 000 лв. Делчо Тодоров бил избран за член на проверителния съвет на дружеството.
Наред с търговията с тютюни, Делчо Тодоров открива печатница „Чикаго“ в Хасково и издава, като е и същевременно главен редактор на вестник „Утринна поща”. След като българските войски се оттеглят през 1944 година от Беломорска Тракия, Делчо Тодоров им предава тютюн на стойност 117 млн. лева като част от репарациите за окупацията на областта.
Няколко пъти е общински съветник, а от 1928 и 1930 е кмет на Харманли. Докато е кмет, електрифицира града и 3 близки села. В Харманли е подпредседател на местното дружество на запасните офицери. Депутат е в XXI и XXV обикновено народно събрание. Като такъв е осъден на смърт от втори състав на Народния съд и екзекутиран заедно с Марко Сакарски на 1 февруари 1945 година. Реабилитиран е посмъртно с Решение № 243 на Върховния съд на Република България от 26 август 1996 година.